# Ozyptila callitys
Ozyptila callitys är en spindelart som först beskrevs av Tord Tamerlan Teodor Thorell 1875.  Ozyptila callitys ingår i släktet Ozyptila och familjen krabbspindlar.
Artens utbredningsområde är Tunisien. Inga underarter finns listade i Catalogue of Life.